# 杜嗣先
杜嗣先（634年—712年10月9日），唐朝偃师（今属河南）人。撰《兔园策》三十卷。
西晉杜預之後代。貞觀八年生，十八歲舉孝廉，贞观年间擔任蒋王李恽僚佐。累官至禮部侍郎，徐州刺史。先天元年（712年）九月六日卒。其墓誌銘係現今「日本」國名可考最早出現實物記錄。